# オカヒジキ属
オカヒジキ属（陸鹿尾菜属）あるいはサルソラ属（学名：Salsola）はヒユ科の植物群。ロシアアザミ (Russian thistle) とも。
アフリカとユーラシアに分布し、乾燥地や塩性地に生えることが多い。
株はボール状に成長し、秋に果実が成熟すると風によって茎が折れ、原野の上を転がる。タンブルウィード（tumbleweed、直訳すると「回転草」）の一種である。日常的にはロシアアザミ（オカヒジキ属）を、種名などでは呼ばず漠然と「タンブルウィード」と呼んで済ませてしまうこともある（正確にはロシアアザミだけではなく、風に吹かれて転がる草本全般をそう呼ぶ）。転がって動いてゆくことにより種子を撒き散らす。風に乗って地面を転がる姿は西部劇の定番イメージであるが、後述のように外来種であり、元々北米大陸には生息していなかった。とは言え西部劇の舞台は19世紀後半から20世紀前半のアメリカ西部であり、全てのタンブルウィードが存在しなかった、ということではない。
アメリカ合衆国ではハリヒジキ (S. tragus) が1877年にサウスダコタ州バナム郡で発見され、外国産の雑草として米国農務省に報告された。ロシアの農業者が輸入した種子の中に混じって偶然に種子が持ち込まれ、それが広まったと考えられている。乾燥地帯での家畜の飼料になるかもしれないとして、栽培が試みられもした。現在でもカンザス州などで栽培が行われている。
オカヒジキ（S. komarovii）やS. sodaが食用とされる（ただし、S. soda は下記の通り改名された）。その他の種も、焼いてソーダ灰の原料とされることが多い。
中国では『史記』にも記され「転蓬（、転がるヨモギ）」と言われる（方言のてんぽなを参照）。
近年のDNA分析の結果側系統群であることが判明したため、複数の属に分割された。命名規約に従えば、Salsora 属のタイプ種である S. soda を含む属が Salsora 属にとどまり、他の属には新しい属名が与えられることになり、オカヒジキを含む属は Kali 属と命名された。しかし、2017年の第19回国際植物学会議で、Salsola のタイプ種を S. kali (= K. turgidum) に変更することが決定された。これにより、オカヒジキを含む属は Salsola 属にとどまり、逆に、S. soda を含む属に新しい属名が与えられることになった。そして新たに Soda 属が創設され、タイプ種の Salsola soda は Soda inermis と改名された。

## 主な種

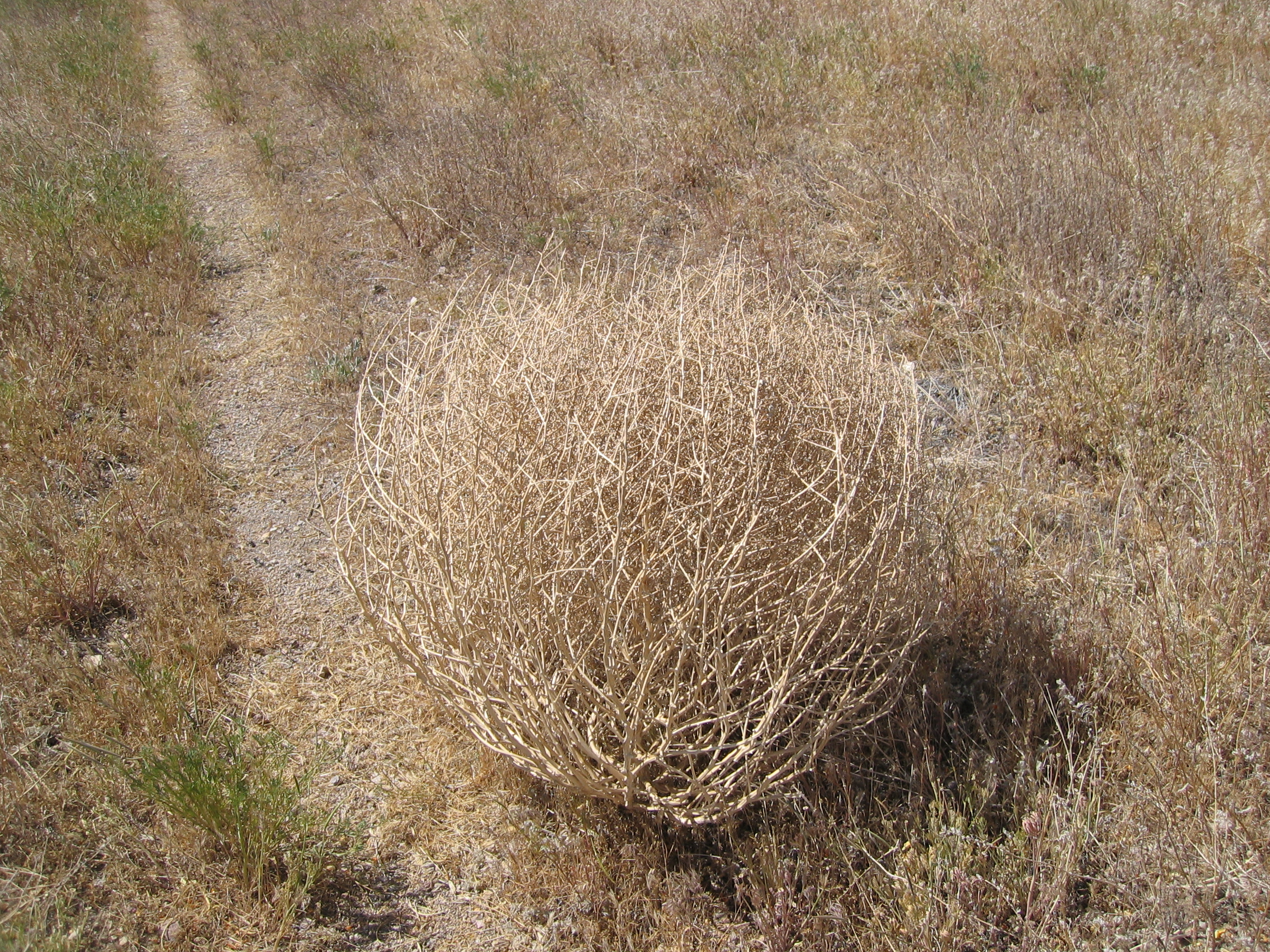
風に吹かれて転がる個体

属の分割は反映されていない。
| - S. abrotanoides - S. affinis - S. aperta - S. arbuscula - S. arbusculiformis - S. australis - S. brachiata - S. canescens - S. chinghaiensis - S. chorassanica - S. collina - S. crassa - S. cyclophylla - S. damascena - S. dendroides - S. drummondii | - S. dshungarica - S. ferganica - S. foliosa - S. griffithii - S. heptapotamica - S. iberica - S. ikonnikovii - S. imbricata - S. implicata - S. incanescens - S. jacquemontii - S. junatovii - S. kali - S. komarovii オカヒジキ - S. korshinskyi - S. lanata | - S. laricifolia - S. makranica - S. micranthera - S. monoptera - S. montana - S. nepalensis - S. nitraria - S. orientalis - S. passerina - S. paulsenii - S. pellucida - S. pestifer - S. praecox - S. richteri - S. rosacea - S. rubescens | - S. sativa - S. sclerantha - S. sinkiangensis - S. soda - →Soda inermis - S. subcrassa - S. sukaczevii - S. tamariscina - S. tomentosa - S. tragus ハリヒジキ - S. turkestanica - S. vermiculata - S. verrucosa - S. zaidamica |